# オーストラリアの大型動物相
オーストラリアの大型動物相（オーストラリアのおおがたどうぶつそう、英語：Australian megafauna）、またはオーストラリアのメガファウナはオーストラリアのより大型の動物相のことである。時として30kg以上、もしくは現存する近縁種よりも30%以上大きな種と定義される。これらの種の多くは更新世（16,100±100年前-50,000年）の間に絶滅した。

## 概要

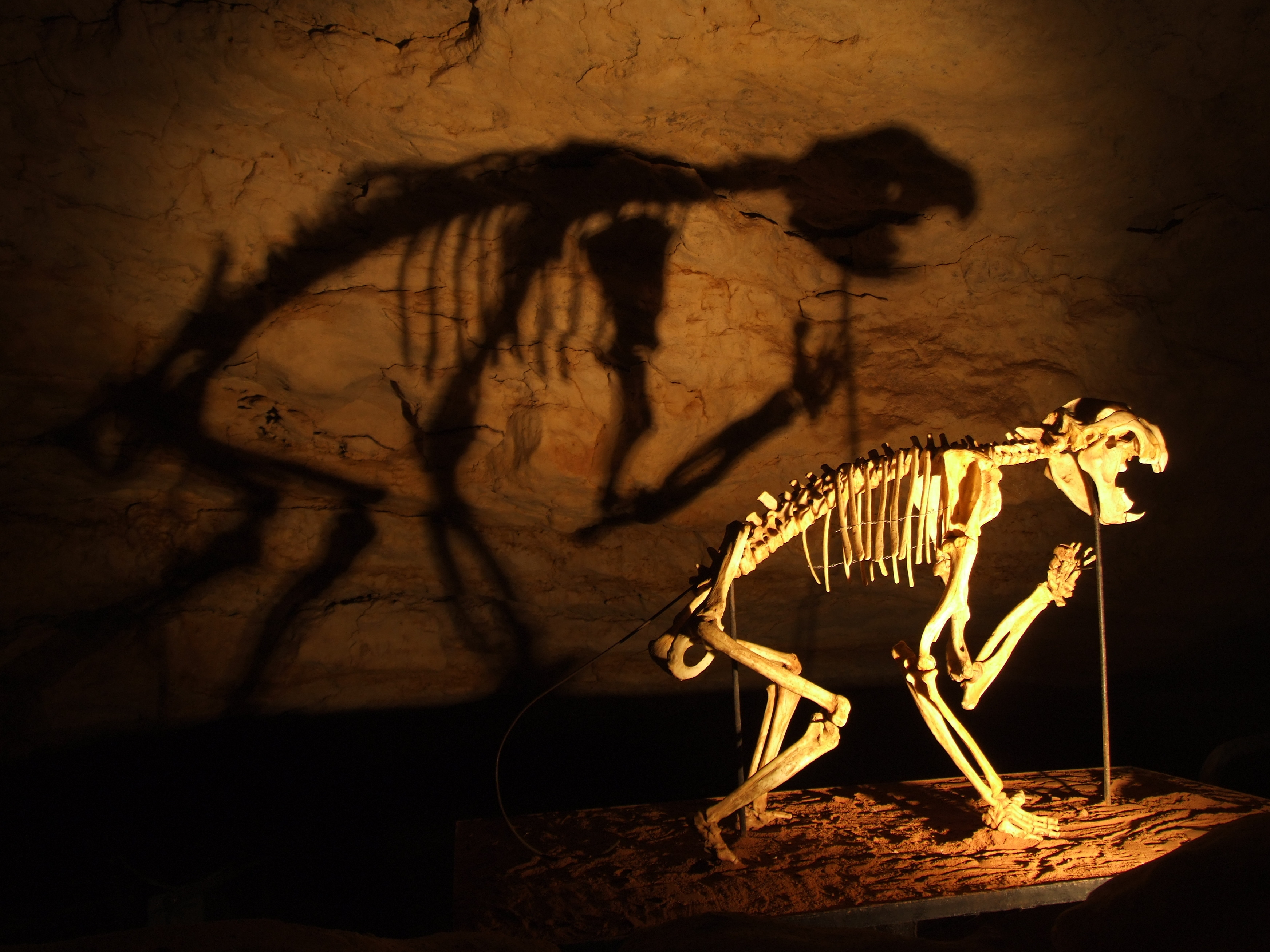
南オーストラリア州、ナラコーアテ・ケーブ国立公園、ビクトリア化石洞窟ティラコレオの骨格。

絶滅の原因は、現在も活発に議論されている。およそ48,000-60,000年前のオーストラリアへの人類の到達で、狩猟と燃え木農業（狩りをするのを容易にするために低木林地の広い帯状地帯を焼いていたアボリジニの土地管理活動）による火気の使用が大型動物相の絶滅の一因になったと仮定されている。氷河作用のピーク（およそ18,000年前）の間増加し続けた乾燥は、大型動物の絶滅の一因である可能性がある。一部の支持者は気候変動だけによって大型動物の絶滅が起きたと主張している。しかし、この説では、大型動物種が突然絶滅する以前にあった数回の乾燥した氷期を含む200万年間の気候変動を不自由なく生き残ったという事実を説明しなければいけない。
正確な光ルミネセンス年代測定法とウラン-トリウム記録法にもとづく新しい証拠は、人類が与えた影響がオーストラリア大型動物相の絶滅の最大要因であったことを示唆している。導き出された年代は、すべての大型動物種群が、オーストラリアに人類が初めて到達した時期とほぼ同じ時期（約47,000年前）に急速に絶滅したことを示している。また、導き出された年代は絶滅の主なメカニズムは火気にそれほど対応していない環境への人類による火気の使用であることを示唆している。つまり、大型動物の歯からの酸素および炭素同位体の分析は、突然であり、急激であり、気候変動とは関係ない植生、および生き残っている有袋類や大型動物種の食物の変化であることを示している。さらに大型動物の歯の酸素および炭素同位体の分析は、絶滅した時点の乾燥地域の気候は今日の乾燥地域の気候と同じであったことを示しており、そして大型動物は乾燥した気候によく適応していたことを示している。
有史以前のオーストラリアの大型動物相と、アボリジニのドリームタイム（アボリジニ神話の夢の時代。アルチェリンガとも）の神話上の生物と共通点がある。
なお、現代のオーストラリアではヒトコブラクダなどの野生化した外来種が社会問題化しているが、絶滅した動物相の生態系のニッチを占める代用種としてこれらの外来種を保護するべきだという声も存在する（英語版）。

## 1788年以前
ヨーロッパ人がオーストラリアに到達し、初めてオーストラリアの動物を記録したのは、1606年のことでオランダ人のWillem Janzが到達した時に、クルーによって確認されたソデグロバトが最初であった。その後、1788年に入植するまでの間に、動物は哺乳類22種、鳥類93種、爬虫類14種などを含む、少なくとも616種が記録されている。
ヨーロッパ人がオーストラリアを植民地化し始める1788年以前、オーストラリアにはアボリジニのみが生活していた。アボリジニは約47,000-60,000年前にオーストラリアにやってきたとされ、その当時は現在の生物に近縁、もしくは形態が似ているが、それよりもさらに大きい種が今よりも多く生息していた。
アボリジニの狩猟および、彼らの燃え木農法による乾燥化および食物の減少が、大型動物の個体数の減少をもたらした一つの要因とされる。また、いくつかの種においてはアボリジニが家畜にしていたとされるディンゴとの競争の結果、絶滅した種もある。
これらの記録の多くは、アボリジニは文字文化を持たなかったため、化石による物である。特にこれらの化石を産する場所として重要なのが世界遺産に登録されている“オーストラリアの哺乳類化石地域”であり、この世界遺産はクイーンズランド州リバーズレーと南オーストラリア州ナラコーアテ・ケーブ国立公園に分かれる。

### 哺乳類

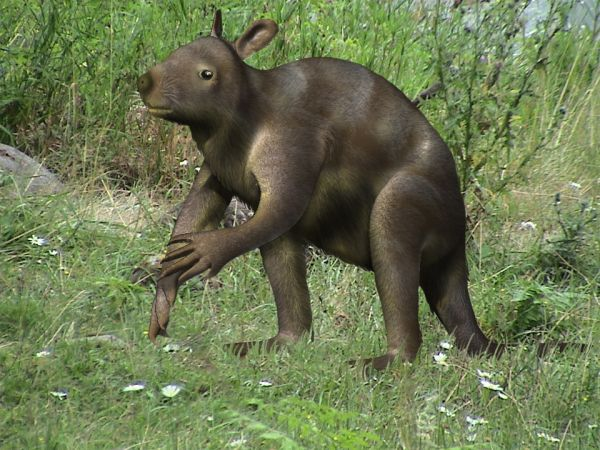
肉食のカンガルー、プロプレオプス

アボリジニがオーストラリアに到達した約6万年前には、5種類の肉食性有袋類が生息していたと考えられている。しかし絶滅を免れて、現在も生息しているのは、タスマニアデビルおよびオオフクロネコ（Dasyurus maculatus）のみに過ぎない。これらの種も、ディンゴにより生息範囲を大幅に狭めた。昔はオーストラリア大陸全土に生息していたタスマニアデビルは現在では、タスマニア島にのみ生息、おなじくオオフクロネコもファー・ノース・クイーンズランド地域、サウス・イースト・クイーンズランド地域からビクトリア州にかけての海岸地帯、およびタスマニア島のみにとどまる。これらの種は現在絶滅危惧種に指定されている。
ヨーロッパ人到来以前に絶滅した大型肉食有袋類は、肉食のカンガルーであるプロプレオプス（英名：Carnivorous Kangaroo、学名：Propleopus oscillans）、フクロライオン、フクロオオカミ類がある。プロプレオプスは最大で体重70kg、体長約3mほどに達した。フクロライオンは体重40-160kg、体長約1.5mほどに成長した。この種は2400万年前頃に現れ、約5万年前に絶滅したと考えられている。フクロオオカミ類はリバーズレーの化石記録などからオーストラリアに3000万年～1200万年前には現れ、少なくとも7種類いたとされる。また、西オーストラリア州や北部準州にあるアボリジニの壁画の記録より、オーストラリア大陸に広く分布していたと考えられる。しかし、ディンゴによる影響により大陸からは2000年前に姿を消し、生息域はタスマニア島にのみになった。タスマニア島においても、植民地化後は家畜の害獣として駆除され続け、1936年に絶滅した。

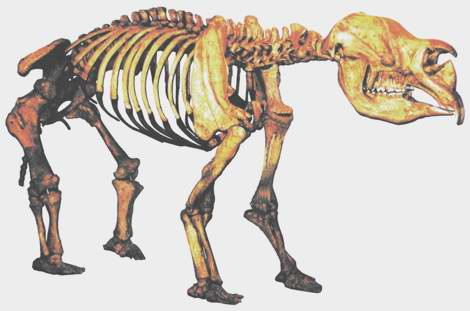
ディプロトドンは最大の有袋類であった。

草食の大型有袋類であるディプロトドン(Diprotodon optatum )は約2500万年ごろに現れ、2万5000年前頃から減少を始め、約7000年前に絶滅したと考えられる。成獣は体長3m、肩高2m、重さ2トンにもなり、成獣は狩りの対象にならなかった。絶滅の原因は、更新世の頃の乾燥化やアボリジニによる燃え木農法による生息地の環境変化、幼獣を狩猟することにより絶滅したと考えられる。

### 鳥類

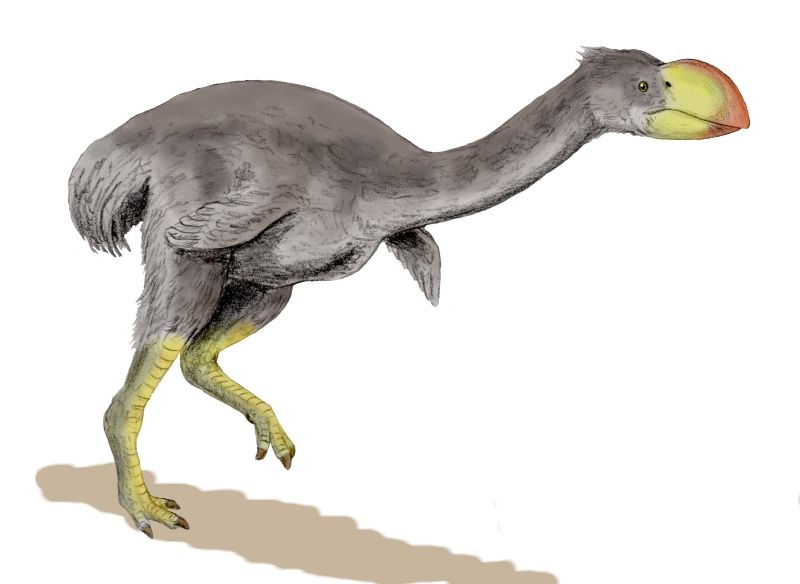
ドロモルニス・スティルトニ

- ドロモルニス科鳥のこのグループは現代の走鳥類よりも水鳥と密接な関連があった。

- - ドロモルニス・スティルトニ(Dromornis stirtoni)、飛べない鳥は、およそ500キログラムの重量と3mの体高であった。それは今までに発見された最も大きな鳥の一つである。それは亜熱帯の広々とした森林地帯に居住して、肉食性であった。それはモアよりも体重が重く、エピオルニスより体高が高かった。
  - Bullockornis planeiはドロミルニス科のもう一つの巨大な一員であった。彼らは体高は最高で2.5m、重量は最高で250kgに達した。おそらく肉食性だったと考えられる。
  - Genyornis newtoniはドロモルニスとダチョウの体高の高さについて関連があった。彼らはドロミルニス科最後の生き残りであった。彼らは低い顎を持ち、おそらく雑食性だったと考えられる。
  - Leipoa gallinaceaは巨大なクサムラツカツクリである。

### 爬虫類

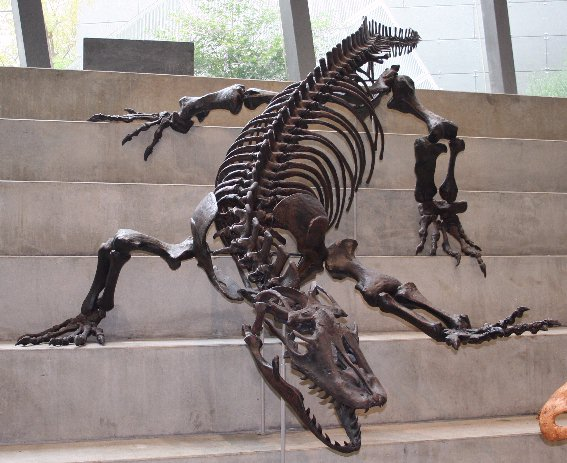
メガラニア

- Quinkana sp.は体長 5 - 7メートルの陸生のワニであった。彼らは獲物をその長い足でくみ伏して、食べるために哺乳類、鳥類や他の爬虫類を追い詰めた。水生ワニと違ってその歯は掴むためより切り刻む刃物のようだった（陸生ワニは水生ワニと違って水で獲物をおぼれさせることが出来ないためと考えられる）。彼らは現在すべて絶滅している Mekosuchine という亜科に属しており、化石はクイーンズランド州のブラフ・ダウンズで発見された。
- メガラニア（Megalania prisca）は巨大な肉食性のオオトカゲであり、体長3.5 - 5メートル、体重1,940キログラムに達した[12][13]。約4万年前まで生息していた。
- Wonambi naracoortensis は体長5 - 6メートルの無毒の蛇である。待ち伏せ型の狩りを行い、獲物を締め付けて殺したと考えられている。
- Liasis dubudingala は鮮新世の間に生存しており、推定される最大級の体長は10メートルになり、オーストラリアでは最も大きなヘビである。彼らは川岸の森林地帯で哺乳類と鳥類、爬虫類を捕食していた。現存するオリーブパイソン（Liasis olivacea）と最も似ている[14]。
- メイオラニア（Meiolania）は角状の頭部とスパイク付きの尾で全長4メートルに達する、潜頸亜目に属する巨大な陸生のカメの属である[15]。

## 1788年以降に絶滅した種
1788年にヨーロッパ人が到達した後に絶滅した種。大型動物相とは限らない。
- フクロオオカミ(Thylacinus cynocephalus)1936年に絶滅。公式には1989年に絶滅したことになっている。
- タスマニアエミュー(Dromaius novaehollandiae diemenensis)正確な年代は分からないが1850年頃絶滅したと思われる。
- Dromaius baudinianusエミューの仲間。正確な年代は分からないが1827年頃絶滅したと思われる。
- Dromaius ater エミューの仲間。1822年に絶滅。
- ウサギワラビー(Lagorchestes leporides)1889年に最後の標本が記録された。
- サバクネズミカンガルー(Caloprymnus campestris )1935年に最後の目撃。
- カタアカバンディクート(Perameles eremiana)1943年に最後の既知の標本が記録された。
- ミカヅキツメオワラビー(Onychogalea lunata)1928年に最後の標本が記録された。
- ヒロガオネズミカンガルー(Potorous platyops)1875年に最後の標本が記録された。
- シマワラビー(Macropus greyi)1939年に絶滅。
- ブタアシバンディクート(Chaeropus ecaudatus)1950年代に絶滅。

## 現世種の大型動物相

### 哺乳類

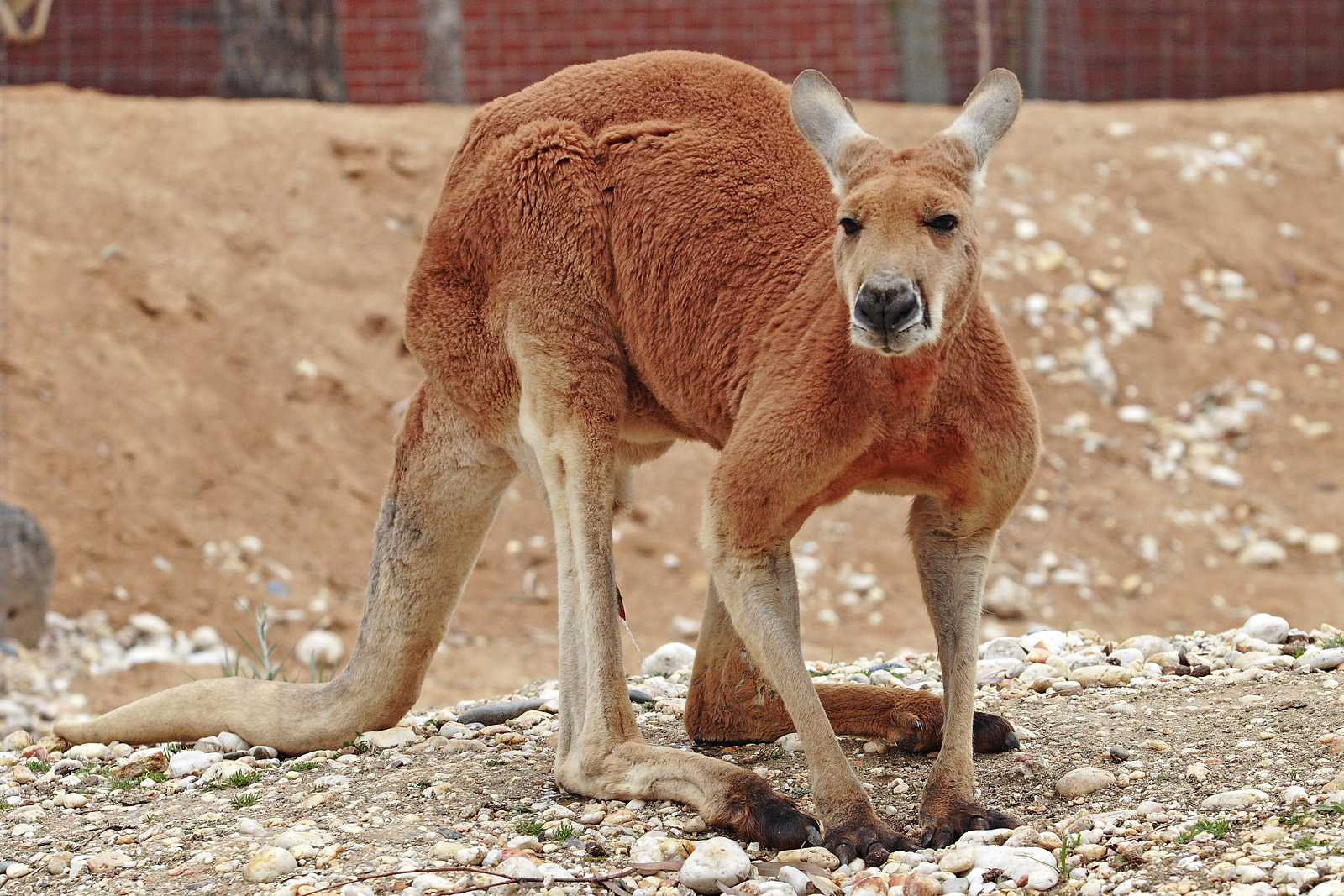
アカカンガルー。

- アカカンガルー(Macropus rufus) この種はとても大きなカンガルーである。全身は赤褐色をして四肢の先は淡黄色に退色している。長い尖った耳たぶと四角く削られたような鼻面を持つ。雌は雄より小さく、茶色の色合いが青灰色をしている。乾燥地帯では雄と同様の色合いになる。2本の筋骨逞しい足が、尾を第3の足のようにバランスをとって時として跳び蹴りを食らわす。アカカンガルーの足は、まるでゴムバンドのように非常にしなやかである。雄のアカカンガルーは1回のジャンプで9.14m（30フィート）飛び出すことが出来る。雄は最高で1.8m（6フィート）の体高と85kg（187ポンド）の体重をもつ。雌は最高で1.1m（3.6フィート）の体高と35kg（77ポンド）の体重をもつ。尾は最高で1m（3フィート）に達する。
- オオカンガルー(Macropus giganteus)は数百万頭の個体数をもつオーストラリア東部と南部で見つかる有袋類である。大きな東部地方の灰色の雄は体重およそ66kg（145ポンド）で、高さ2m（6フィート）であるが半乾燥地帯の内陸部に分布するアカカンガルーの方がより巨大になるために学名（Macropus giganteus（「巨大な大きな足」の意））は紛らわしいといえる。

- アカワラルー (Macropus antilopinus)はオーストラリア北部に分布するカンガルー科の種である。分布域:オーストラリア北部（クイーンズランド州ヨーク岬半島、ノーザンテリトリーのトップエンド、西オーストラリア州のキンバリー地域。彼らは地元では一般的な群れをなす草食動物である[16]。
- ケナガワラルー (Macropus robustus)はオーストラリア中の森林、砂漠、大草原といった様々な場所に広く生息している。彼らは15-47kg（33-105lb）程の重量で1.2m（4フィート）以上に成長する。

- ヒメウォンバット(Vombatus ursinus)はウォンバット類の3種の中の1種で、この種は25-40kg（55-88lb）程になる。ヒメウォンバットは東部オーストラリアとタスマニアに分布し、温暖な森と高地地方を好む。

- ミナミケバナウォンバット(Lasiorhinus latifrons)も3種の中の1種で、この種は19-32kg（42-71lb）程度である。彼らは非常にがっしりとしていて、ヒメウォンバットとともに、非常に短い四肢をもつ。

- ディンゴ(Canis lupus dingo)はおよそ4,000年前にアジア人の海上交易人か漁師によってアボリジニにもたらされたものが後に野生化したもので、イヌの亜種である。ディンゴの平均体重は13-20kgであるが、より重い個体もいる。殆どはオーストラリア本土に分布する。それでも多くはタイにも分布している[17]。

### 鳥類

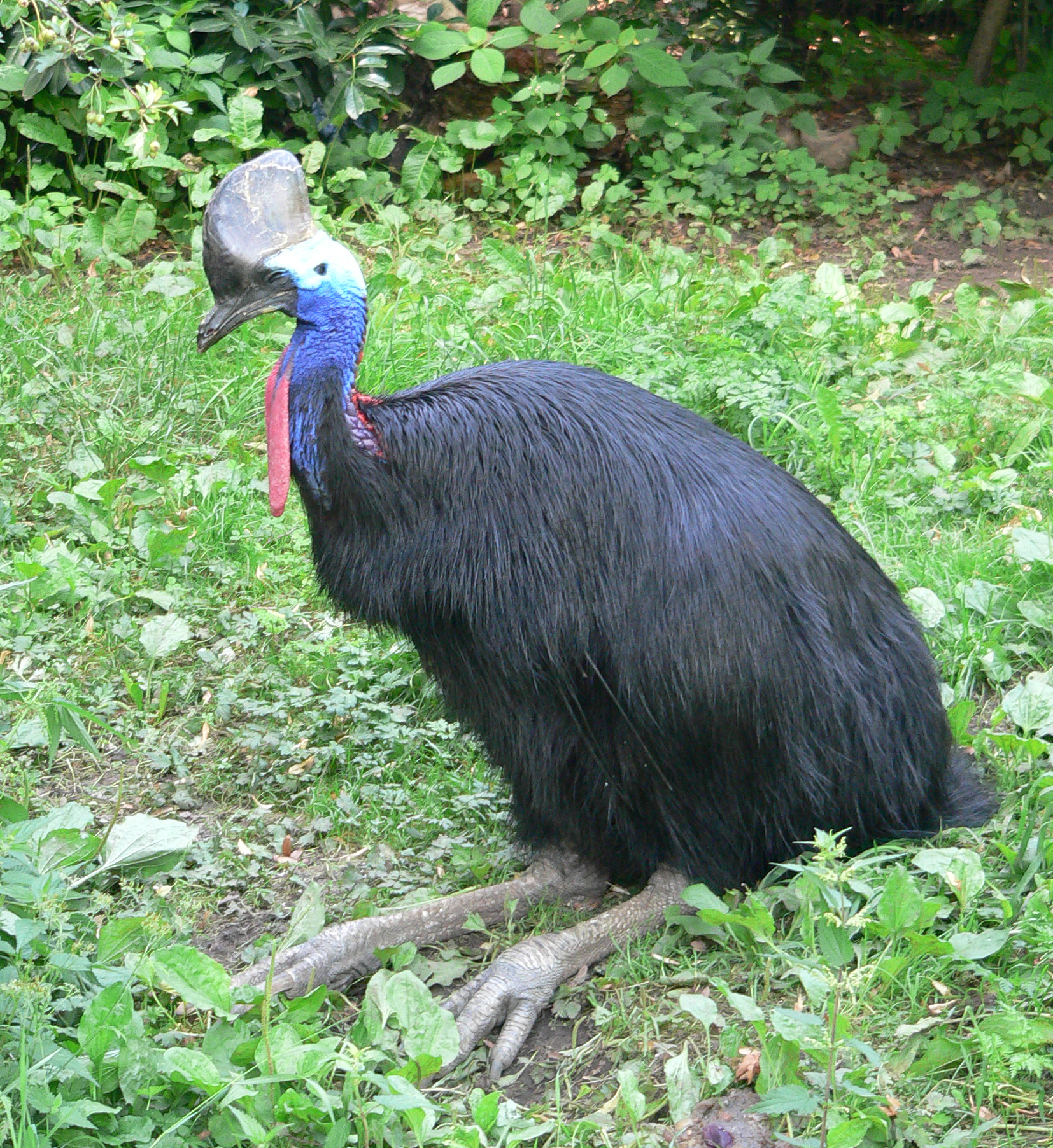
ヒクイドリ。

- エミューはアーサー・フィリップのボタニー湾への航海において「ニューホランド・ヒクイドリ」(New Holland Cassowary)という名前で最初に記述され、1789年に発表された。この種には鳥類学者ジョン・ラザムによって学名がつけられた。そして彼はフィリップとの共著で多くのオーストラリアの鳥種の最初の記述とその学名を与えた。エミューの学名はDromaius novaehollandiae（足の速い新オランダ人）というラテン語である。口語で使われる「エミュー」の語源ははっきりしないが、現地のアボリジニDjadja wurrung言語族内などで若干の用例を見ることが出来た。彼の手による1816年のエミューに関する記述では、Vieillotは2つの属名を使用した。第一にDromiceius、そして数ページ後にDromaiusである。後者はより正しい名前であるが、しかし分類学上の慣例は、それが明らかに印刷上のエラーでない限り、最初に与えられた名前が有効であるということである。しかし大部分の現代の出版物（オーストラリア政府も含む）は他のつづりとしてDromiceiusに言及しつつもDromaiusを使っている。
- ヒクイドリはファー・ノース・クイーンズランド地域の多雨林に生息する。体高はエミューの方が高いが、体重は約80kgにもなり、オーストラリア固有の鳥類では最重量である。
- オナガイヌワシAquila audax
- コクチョウCygnus atratus
- オーストラリアヅルGrus rubicunda
- コシグロペリカンPelecanus conspicillatus

### 爬虫類
- オオトカゲ属

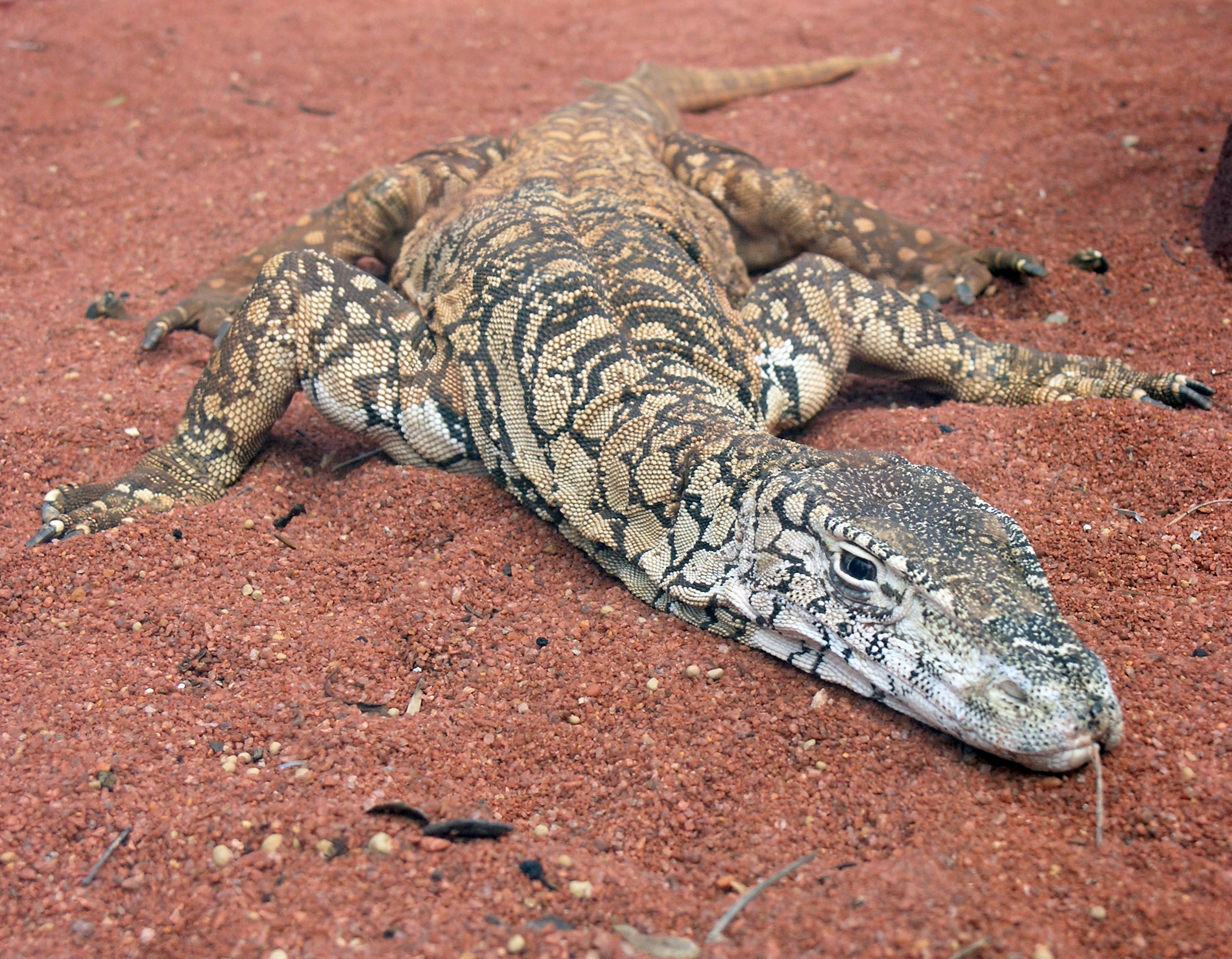
ペレンティーオオトカゲ。

捕食性のトカゲで鋭い歯と爪を持ち、しばしば大型になる。最も大きなものはペレンティーオオトカゲ（Varanus giganteus）である。彼らは体長2m以上に成長することが可能である。彼らは昆虫、トカゲ、ヘビ、哺乳類、鳥と卵といった小動物をあらゆる方法で捕食する。食餌は捕食した量まるまるすべてである。であるから食餌のサイズはその動物自体のサイズに依存する。ペレンティオオトカゲは若いカンガルーを殺しているのを見られた。そして犬のような肉の厚切りを一口噛んだ。誤って、オオトカゲは農民によって羊の死の原因の一番の心当たりとなったが、オオトカゲは死肉をも食べる傾向があり、腐りかけの肉にも引きつけられる。すべてのオオトカゲ類が巨大というわけではない。Pygmy goannasは時に男性の腕より小さいことがある。これらの内最も小さいショートテイルモニターは体長僅か20cmである。彼らは昆虫とネズミといったより小さなえじきを摂ることで生き残りをはかっている。
- イリエワニ

これまでに多くの巨大なサイズが報告されているが、健康に成熟した雄のイリエワニは一般的に4.8-7m（15.75-21.6フィート）の体長で、体重最高770kg（1,697ポンド）である。雌の典型的な体長は2.5-3mの範囲にあって雌は雄より非常に小さい。しかしこれらより大きな多くの例外がある。伝えられるところによれば1957年にクイーンズランド州のノーマン川で撃たれた個体についてである。石膏製のレプリカを見ることが出来るが、公式な記録だとは思われていない。イリエワニはその首の上に鎧状の皮膚をもっている。そして、その幅広い体は大部分の他の細身のクロコダイルと対照をなす。しかし一時期この爬虫類がアリゲーターであるという非公式な仮定にいたる。種がリストアップされるワニ目の爬虫類からアダム・プリトンによってCrocodylus porosus (Schneider, 1801)と記載された。

## 伝説上の大型動物
- バニップ
- 虹蛇